# Monique Ernstdotter
Monique Ernstdotter, folkbokförd Monic Birgitta Rogberg, ursprungligen Monica Sjöberg, född 4 april 1942 i Jönköping, är en svensk skådespelare.

## Filmografi
- 1965 – Blodsbröllop
- 1966 – Nattlek
- 1966 – Yngsjömordet
- 1967 – Mördaren – en helt vanlig person
- 1968 – Flickorna
- 1968 – Masturbationsdrama

## Teater

### Roller
| År   | Roll              | Produktion           | Regi            | Teater           |
| ---- | ----------------- | -------------------- | --------------- | ---------------- |
| 1967 | Christopher Robin | Nalle Puh A.A. Milne | Thor Zackrisson | Skolbarnsteatern |